# Jane the Virgin (1.ª temporada)
A primeira temporada de Jane the Virgin estreou pela The CW em 13 de outubro de 2014 e terminou em 11 de maio de 2015. A temporada consiste em 22 episódios e protagonizada por Gina Rodriguez como uma jovem estudante universitária latina acidentalmente inseminadas artificialmente com o esperma de seu chefe, Rafael Solano (Justin Baldoni).

## Elenco e personagens

### Principal
- Gina Rodriguez como Jane Gloriana Villanueva
- Andrea Navedo como Xiomara "Xo" Gloriana Villanueva
- Yael Grobglas como Petra Solano
- Justin Baldoni como Rafael Solano
- Ivonne Coll como Alba Gloriana Villanueva
- Brett Dier como Michael Cordero, Jr.
- Jaime Camil como Rogelio de la Vega
- Anthony Mendez como Narrador

### Recorrente
- Yara Martinez como Dra. Luisa Alver
- Bridget Regan como Rose Solano / Sin Rostro
- Carlo Rota como Emilio Solano
- Michael Rady como Lachlan
- Diane Guerrero como Lina Santillan
- Azie Tesfai como detetive Nadine Hansan
- Brian Dare como Luca
- Alano Miller como Roman Zazo
- Priscilla Barnes como Magda

## Episódios
| N.º na série | N.º na temp. | Título               | Dirigido por    | Escrito por                               | Exibição original       | Audiência (milhões) |
| ------------ | ------------ | -------------------- | --------------- | ----------------------------------------- | ----------------------- | ------------------- |
| 1            | 1            | "Chapter One"        | Brad Silberling | Jennie Snyder Urman                       | 13 de outubro de 2014   | 1.61                |
| 2            | 2            | "Chapter Two"        | Uta Briesewitz  | Jennie Snyder Urman                       | 20 de outubro de 2014   | 1.36                |
| 3            | 3            | "Chapter Three"      | Brad Silberling | Meredith Averill                          | 27 de outubro de 2014   | 1.09                |
| 4            | 4            | "Chapter Four"       | Debbie Allen    | Corinne Brinkerhoff                       | 3 de novembro de 2014   | 1.01                |
| 5            | 5            | "Chapter Five"       | Edward Ornelas  | Josh Reims                                | 10 de novembro de 2014  | 1.22                |
| 6            | 6            | "Chapter Six"        | Jann Turner     | Paul Sciarrotta                           | 17 de novembro de 2014  | 1.09                |
| 7            | 7            | "Chapter Seven"      | Janice Cooke    | David S. Rosenthal                        | 24 de novembro de 2014  | 0.96                |
| 8            | 8            | "Chapter Eight"      | Norman Buckley  | Josh Reims & Carolina Rivera              | 8 de dezembro de 2014   | 1.22                |
| 9            | 9            | "Chapter Nine"       | Zetna Fuentes   | Corinne Brinkerhoff                       | 15 de dezembro de 2014  | 1.28                |
| 10           | 10           | "Chapter Ten"        | Elodie Keene    | Meredith Averill & Christopher Oscar Peña | 19 de janeiro de 2015   | 1.39                |
| 11           | 11           | "Chapter Eleven"     | Joanna Kerns    | Gracie Glassmeyer                         | 26 de janeiro de 2015   | 1.55                |
| 12           | 12           | "Chapter Twelve"     | Gina Lamar      | David S. Rosenthal                        | 2 de fevereiro de 2015  | 1.24                |
| 13           | 13           | "Chapter Thirteen"   | Howard Deutch   | Josh Reims                                | 9 de fevereiro de 2015  | 1.34                |
| 14           | 14           | "Chapter Fourteen"   | Brad Silberling | Paul Sciarrotta                           | 16 de fevereiro de 2015 | 1.31                |
| 15           | 15           | "Chapter Fifteen"    | Melanie Mayron  | Emmylou Diaz & David S. Rosenthal         | 9 de março de 2015      | 1.26                |
| 16           | 16           | "Chapter Sixteen"    | Joanna Kerns    | Josh Reims & Carolina Rivera              | 16 de março de 2015     | 1.10                |
| 17           | 17           | "Chapter Seventeen"  | Uta Briesewitz  | Amy Rardin & Jessica O'Toole              | 6 de abril de 2015      | 0.93                |
| 18           | 18           | "Chapter Eighteen"   | Edward Ornelas  | Meredith Averill                          | 13 de abril de 2015     | 1.03                |
| 19           | 19           | "Chapter Nineteen"   | Robert Luketic  | Emmylou Diaz & David S. Rosenthal         | 20 de abril de 2015     | 1.05                |
| 20           | 20           | "Chapter Twenty"     | Debbie Allen    | Corinne Brinkerhoff & Paul Sciarrotta     | 27 de abril de 2015     | 1.06                |
| 21           | 21           | "Chapter Twenty-One" | Stuart Gillard  | Jessica O'Toole & Amy Rardin              | 4 de maio de 2015       | 1.05                |
| 22           | 22           | "Chapter Twenty-Two" | Zetna Fuentes   | Josh Reims & Jennie Snyder Urman          | 11 de maio de 2015      | 1.24                |

## Produção e desenvolvimento
Em 27 de junho de 2013, a rede de televisão norte-americana The CW anunciou que planejava lançar um novo programa baseado na novela venezuelana Juana La Virgen. Em 23 de fevereiro de 2014, o Entertainment Weekly anunciou que Rodriguez faria o papel de Jane Villanueva. Em 8 de maio de 2014, durante as antecipações de 2014 a 2015 da The CW, a série foi oficialmente escolhida. Em 18 de julho de 2014, um trailer foi lançado pela The CW. Em 8 de agosto de 2014, foi anunciado que Bridget Regan e Azie Tesfai de White Collar se juntariam à série, respectivamente, como Rose, uma ex-advogada, e a detetive Nadine Hansan, detetive da polícia e rival do personagem de Dier. Em 10 de agosto de 2014, o TVLine anunciou que o ator Michael Rady de Emily Owens, M.D. e Melrose Place, se juntariam à série como Lachlan. As filmagens da primeira temporada começaram em 28 de julho de 2014. A série é filmada no estúdio em Los Angeles e o episódio piloto foi filmado em Huntington Beach, Califórnia. Em 21 de outubro de 2014, a série recebeu um pedido de temporada completa.

## Audiência
| №  | Título               | Exibição original       | Rating/share (18–49) | Audiência (em milhões) | DVR (18–49) | Audiência em DVR (milhões) | Total (18–49) | Audiência total (em milhões) |
| -- | -------------------- | ----------------------- | -------------------- | ---------------------- | ----------- | -------------------------- | ------------- | ---------------------------- |
| 1  | "Chapter One"        | 13 de outubro de 2014   | 0.6/2                | 1.61                   | N/A         | N/A                        | N/A           | N/A                          |
| 2  | "Chapter Two"        | 20 de outubro de 2014   | 0.5/1                | 1.36                   | N/A         | N/A                        | N/A           | N/A                          |
| 3  | "Chapter Three"      | 27 de outubro de 2014   | 0.4/1                | 1.09                   | 0.3         | N/A                        | 0.7           | N/A                          |
| 4  | "Chapter Four"       | 3 de novembro de 2014   | 0.4/2                | 1.01                   | N/A         | N/A                        | N/A           | N/A                          |
| 5  | "Chapter Five"       | 10 de novembro de 2014  | 0.5/1                | 1.22                   | N/A         | N/A                        | N/A           | N/A                          |
| 6  | "Chapter Six"        | 17 de novembro de 2014  | 0.4/1                | 1.11                   | 0.3         | N/A                        | 0.7           | N/A                          |
| 7  | "Chapter Seven"      | 24 de novembro de 2014  | 0.4/1                | 0.96                   | N/A         | N/A                        | N/A           | N/A                          |
| 8  | "Chapter Eight"      | 8 de dezembro de 2014   | 0.5/1                | 1.22                   | 0.3         | N/A                        | 0.8           | N/A                          |
| 9  | "Chapter Nine"       | 15 de dezembro de 2014  | 0.5/2                | 1.28                   | 0.3         | 0.62                       | 0.8           | 1.90                         |
| 10 | "Chapter Ten"        | 19 de janeiro de 2015   | 0.5/1                | 1.39                   | 0.3         | N/A                        | 0.8           | N/A                          |
| 11 | "Chapter Eleven"     | 26 de janeiro de 2015   | 0.6/2                | 1.55                   | N/A         | N/A                        | N/A           | N/A                          |
| 12 | "Chapter Twelve"     | 2 de fevereiro de 2015  | 0.5/1                | 1.24                   | N/A         | N/A                        | N/A           | N/A                          |
| 13 | "Chapter Thirteen"   | 9 de fevereiro de 2015  | 0.6/2                | 1.34                   | N/A         | N/A                        | N/A           | N/A                          |
| 14 | "Chapter Fourteen"   | 16 de fevereiro de 2015 | 0.6/2                | 1.31                   | N/A         | N/A                        | N/A           | N/A                          |
| 15 | "Chapter Fifteen"    | 9 de março de 2015      | 0.5/1                | 1.26                   | N/A         | N/A                        | N/A           | N/A                          |
| 16 | "Chapter Sixteen"    | 16 de março de 2015     | 0.5/1                | 1.10                   | 0.3         | N/A                        | 0.8           | N/A                          |
| 17 | "Chapter Seventeen"  | 6 de abril de 2015      | 0.4/1                | 0.93                   | 0.3         | N/A                        | 0.7           | N/A                          |
| 18 | "Chapter Eighteen"   | 13 de abril de 2015     | 0.4/1                | 1.03                   | N/A         | N/A                        | N/A           | N/A                          |
| 19 | "Chapter Nineteen"   | 20 de abril de 2015     | 0.4/1                | 1.05                   | N/A         | N/A                        | N/A           | N/A                          |
| 20 | "Chapter Twenty"     | 27 de abril de 2015     | 0.4/1                | 1.06                   | 0.3         | N/A                        | 0.7           | N/A                          |
| 21 | "Chapter Twenty-One" | 4 de maio de 2015       | 0.5/1                | 1.05                   | N/A         | N/A                        | N/A           | N/A                          |
| 22 | "Chapter Twenty-Two" | 11 de maio de 2015      | 0.5/1                | 1.24                   | N/A         | N/A                        | N/A           | N/A                          |